# 黑洞表面
是一部1997年的科幻恐怖電影，由保羅·W·S·安德森執導，菲力普·埃斯納編劇。主演是羅蘭士·費斯賓、森·尼爾、凱薩琳·昆蘭和裘莉·李察森。
故事以西元2047年為背景，主要敘述一班太空人受命令，前往偵查一艘失蹤七年後又再次出現的實驗式太空船之經歷。

## 劇情
政府秘密製造的「Event Horizon號」太空船，要以新研發的重力驅動系統，製造出人造黑洞以進行時空重疊，可瞬間跳躍至數光年甚至數千光年以外之地，用來縮短太空探索時間的新科技。但該船在2040年啟動首次的重力跳躍後，便一去不回，直到2047年才重新現身於海王星附近。
太空總署派遣引力系統的設計者，跟隨一批救難隊前往了解。在Event Horizon上發生一連串離奇事件，最後得知Event Horizon當初意外突破宇宙的次元，到達地獄。原有的船員全部發瘋，互相殘殺與自殘來解救彼此（以電影後來的說明，是進入地獄受苦），Event Horizon已成為有生命的物體，回來太陽系的目的是要讓所有人類都進入地獄。

## 演員
| 角色                                 | 演員                               | 備註                                               |
| ------------------------------------ | ---------------------------------- | -------------------------------------------------- |
| 米勒艦長（Captain Miller ）          | 勞倫斯·費許朋 (Laurence Fishburne) | LEWIS & CLARK號艦長                                |
| 威廉博士（Dr. William 'Billy' Weir） | 山姆·尼爾（Sam Neill）             | 地平線(Event Horizon)號重力驅動系統設計者          |
| 彼得斯中尉（ Lieutenant Peters）     | 凱薩琳·昆蘭（Kathleen Quinlan）    | LEWIS & CLARK號醫療技術員                          |
| 史塔克中尉（Lieutenant Starck）      | 裘莉·李察遜（Joely Richardson）    | LEWIS & CLARK號大副                                |
| 庫柏中尉（ Lieutenant Cooper）       | 理查·瓊斯（Richard Timothy Jones） | LEWIS & CLARK號搜救技術員                          |
| 賈斯汀少尉（Ensign Justin）          | 傑克·諾斯沃迪（Jack Noseworthy）   | LEWIS & CLARK號輪機工程師                          |
| D.J少校（Lieutenant Commander D.J）  | 傑森·艾塞克（Jason Isaacs）        | LEWIS & CLARK號醫師                                |
| 史密斯中尉（Lieutenant Smith）       | 西恩·帕威（Sean Pertwee）          | LEWIS & CLARK號艦駕駛員                            |
| 基爾帕克艦長（Captain John Kilpack） | 彼得·馬林克（Peter Marinke）       | Event Horizon號艦長                                |
| 克蕾兒（Claire）                     | 霍利·錢特（Holley Chant）          | 威廉博士的妻子，自殺死亡，威廉博士的幻覺           |
| 丹尼（Denny Peters）                 | 巴克禮·萊特（Barclay Wright）      | 彼得斯中尉的兒子，彼得斯中尉的幻覺                 |
| 燃燒的人（Burning Man）              | 諾恩·賀力（Noah Huntley）          | 米勒艦長在哥利亞號火災時遺棄的船員，米勒艦長的幻覺 |
| 搜救技術員（Rescue Technician）      | 羅伯特·耶賽克（Robert Jezek）      | Event Horizon號船頭分離後的登艦搜救員              |

## 製作
本片的主體拍攝於1996年11月18日開始，於伦敦進行製作。

## 細節
LEWIS & CLARK號船員的制服，美國籍船員的美國臂章有55顆星星。歐洲籍船員的歐洲旗臂章有26顆星星，而不是原先的12星旗，但歐洲旗不會因為加入國家多寡而有所改變。

## 外部連結
- 互联网电影数据库（IMDb）上《黑洞表面》的资料（英文）